# Koto (singel)
Koto (zapis stylizowany: koto) – szósty singel polskiego rapera Kubana z jego trzeciego albumu studyjnego, zatytułowanego Fugazi. Singel został wydany 12 grudnia 2024.

## Geneza utworu i historia wydania
Utwór napisali i skomponowali Jakub Kiełbiński i Filip Pachólczyk, który również odpowiada za produkcję utworu.
Singel ukazał się w formacie digital download 12 grudnia 2024 w Polsce za pośrednictwem wytwórni płytowej Dobzi ludzie w dystrybucji Sony Music Entertainment Poland. Piosenka została umieszczona na trzecim albumie studyjnym Kubana – Fugazi.

## Teledysk
Do utworu powstał teledysk w reżyserii Macieja Przężaka, który udostępniono 11 grudnia 2024 za pośrednictwem serwisu YouTube.

## Lista utworów
- Digital download[2]

1. „Koto” – 2:35

## Notowania

### Pozycja na liście sprzedaży
| Kraj   | Lista (2024)             | Najwyższa pozycja |
| ------ | ------------------------ | ----------------- |
| Polska | OLiS – single w streamie | 39                |